# Binho
George Miranda dos Santos, plus communément appelé Binho, est un footballeur brésilien né le 24 juin 1977 à Tuapo.